# Pascal Bodmer
Pascal Bodmer (nascido em 4 de janeiro de 1991, em Balingen) é um saltador de esqui da Alemanha.
Conquistou a medalha de ouro na competição por equipes no Campeonato Mundial de Esqui Júnior de 2008.